# In fuga da Undertaker
In fuga da Undertaker è un film horror interattivo prodotto dalla WWE Studios. Il film è stato distribuito su Netflix il 5 Ottobre 2021.

## Trama
I membri del New Day (un team di wrestler composto dai famosi: Big E, Xavier Woods e Kofi Kingston) si avventurano a visitare la magione di The Undertaker, uno dei wrestler più famosi e spaventosi della storia. Ciò che non sanno è che la magione è infestata e piena di trappole tutte controllate dal temibile Becchino.
Riusciranno i nostri eroi a evitare le trappole e ad assumere i poteri delle anime imprigionate nell'urna sorvegliata da Undertaker? Spetterà a noi aiutarli!